# Agli ordini papà
Agli ordini papà (Major Dad) è una sitcom statunitense andata in onda fra il 1989 e il 1993. Protagonisti sono Gerald McRaney nel ruolo del maggiore John McGillis e Shanna Reed in quello di sua moglie Polly.

## Trama
La prima stagione è ambientata a Camp Pendleton (chiamato Camp Singleton nella serie) dove il rigido maggiore dei Marine John D. “Mac” McGillis (Gerald McRaney) (comandante della scuola di addestramento della fanteria) s'innamora della giornalista liberale, Polly Cooper (Shanna Reed), rimasta vedova con tre figlie. Il telefilm segue Mac nella sua vita lavorativa - dove ha a che fare con il luogotenente Eugene Holowachuk (Matt Mulhern), il sergente Byron James (Marlon Archey) e Merilee Gunderson (Whitney Kershaw), la sua svampita segretaria - così come nella sua vita quotidiana, dove dovrà riuscire a conquistare l'affetto delle tre figlie di Polly, Elizabeth (Marisa Ryan), Robin (Nicole Dubuc) e la piccola Casey (Chelsea Hertford).
All'inizio della seconda stagione, la famiglia MacGillis si trasferisce a Camp Hollister dove Mac deve adattarsi al ruolo di segretario dello Staff, al tradizionalismo arretrato del generale Marcus C. Craig (Jon Cypher) e all'irremovibile marzialità del sergente donna Alva 'Gunny' Bricker (Beverly Archer). Qui troverà anche il luogotenente Eugene Holowachuk, trasferito insieme a lui.

## Critiche
Alla fine della sigla della prima stagione della serie, la più piccola delle figlie di Polly, prendeva il cappello di Mac, per indossarlo lei. Tuttavia, il corpo dei Marine protestò per quella scena, poiché rappresentava un'infrazione del regolamento militare. Così, a partire dalla seconda stagione, alla fine della sigla, quando la bambina tenta di raggiungere con la mano il cappello di Mac, lui la guarda con una espressione di disapprovazione. Nelle repliche successive della serie, la sigla della prima stagione è rimasta invariata.

## Episodi
| Stagione         | Episodi | Prima TV USA | Prima TV Italia |
| ---------------- | ------- | ------------ | --------------- |
| Prima stagione   | 26      | 1989-1990    |                 |
| Seconda stagione | 24      | 1990-1991    |                 |
| Terza stagione   | 24      | 1991-1992    |                 |
| Quarta stagione  | 22      | 1992-1993    |                 |